# Circonscription de Bizet
La circonscription de Bizet est une des 38 circonscriptions législatives de l'État fédéré du Tigré, elle se situe dans la Zone est. Son représentant actuel est Tedros Adhanom Ghebreyesus.